# Humor (skulptur)

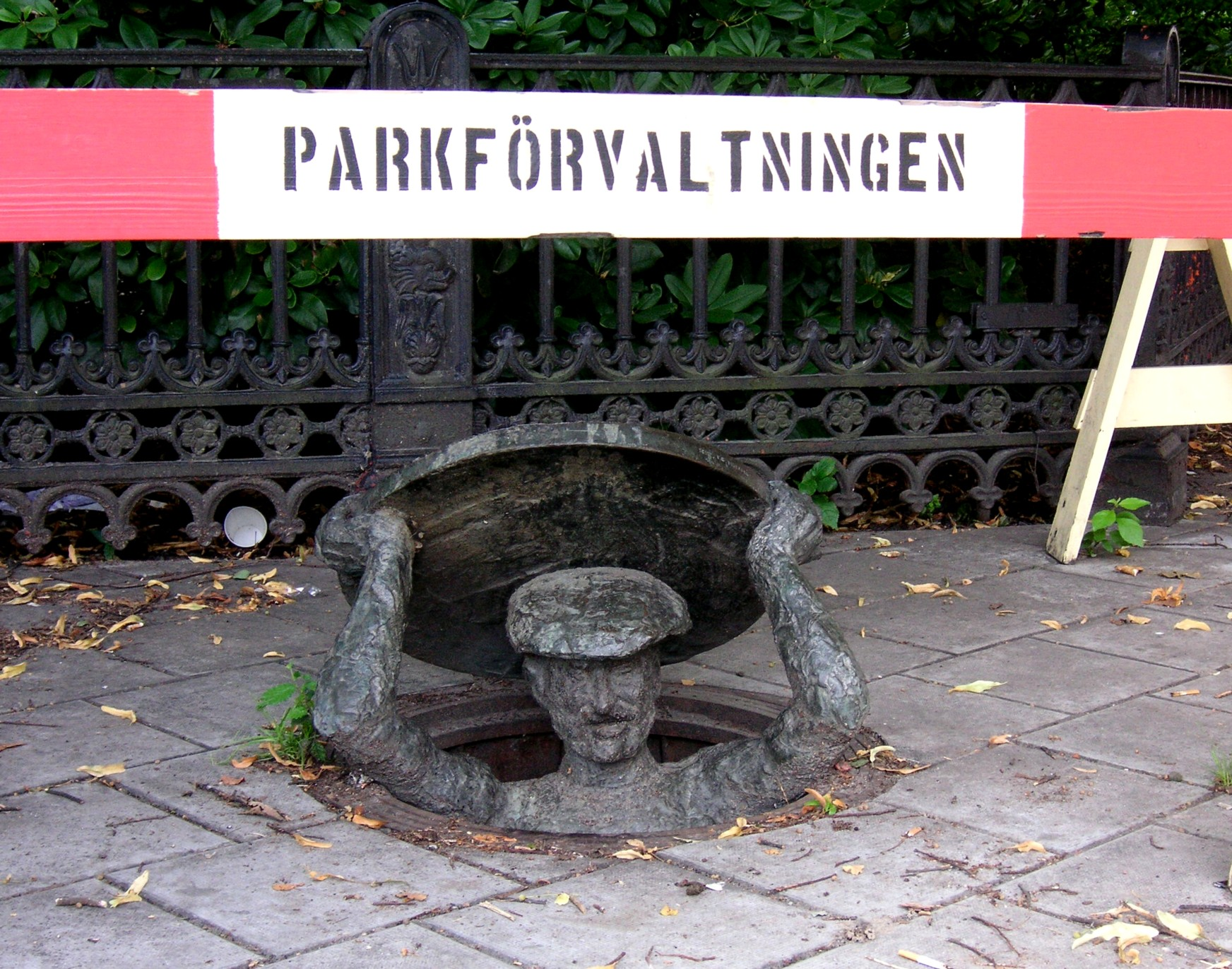
Humor på sin ursprungliga plats vid Hamngatan/Nybroplan, 2006.

Humor är en skulptur från 1967 av Karl Göte Bejemark i Stockholm. Humor fanns fram till år 2010 vid Nybroplan på Norrmalm och återinvigdes i september 2011 på Peter Myndes backe på Södermalm.

## Bakgrund
I slutet av 1960-talet övergav K.G. Bejemark sitt tidigare arbete med abstrakta skulpturer och utförde på 1970- och 1980-talen en rad realistiska brons- och träskulpturer i helfigur av kända svenskar, vilkas personlighet fångats på ett träffsäkert och humoristiskt sätt. Humor är ett exempel på detta.

## Skulpturen

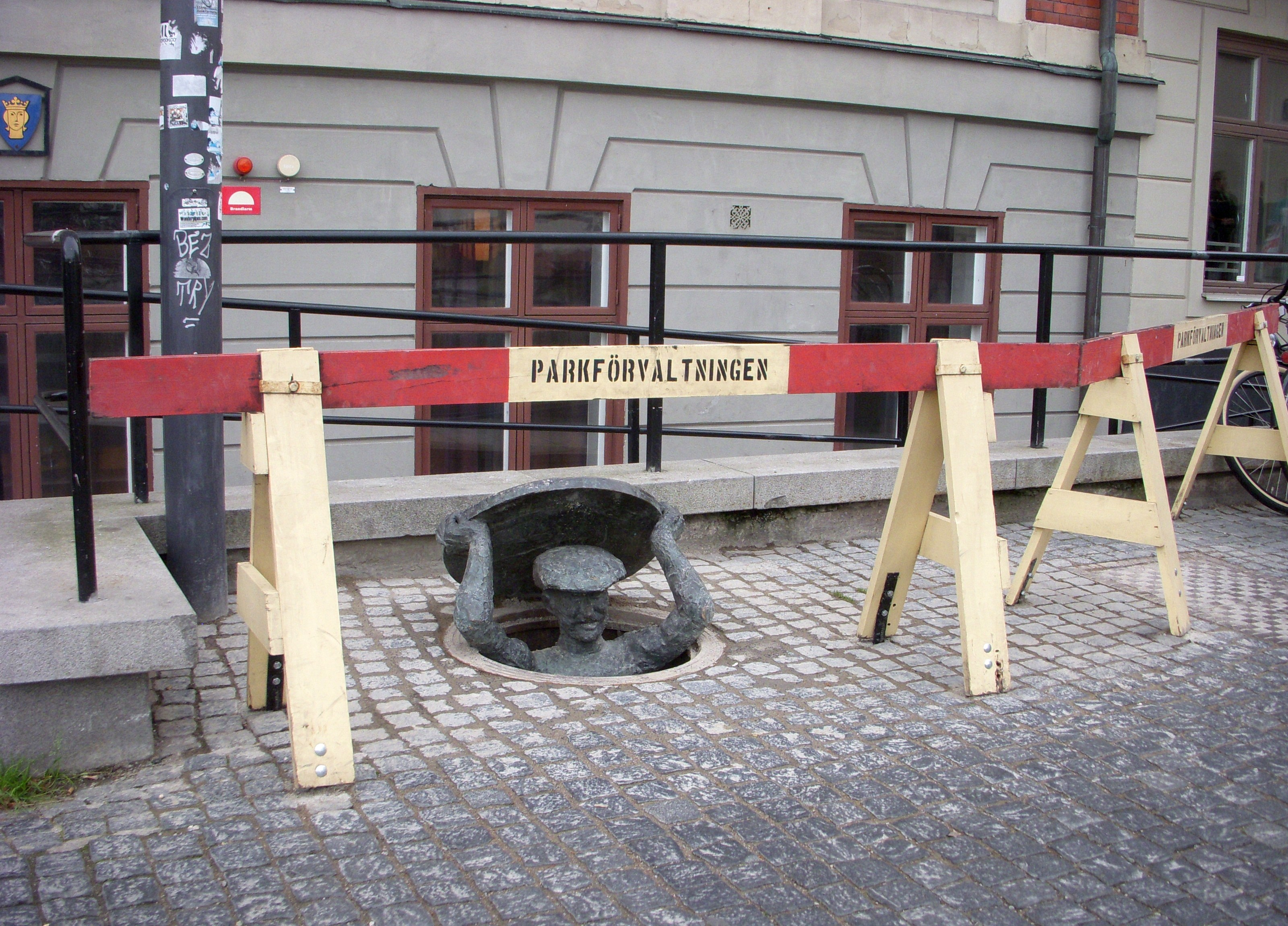
Humor på Peter Myndes backe, 2011.

Humor är en bronsskulptur, som under ett antal år har visat en gatuarbetare som tittar fram ur en manhålslucka på Hamngatans trottoar vid Nybroplan i Stockholm. Alltsammans är avspärrat med "Parkförvaltningens" gul-röda bockar, som är en del av konstverket. K.G. Bejemark ville genom skulpturen, som han bekostade själv, hylla Hasse Alfredson efter att denne utsetts till Sveriges roligaste person i en pristävling, anordnad av veckotidningen Bildjournalen 1967. Arbetaren är ett porträtt av honom.
Skulpturen erbjöds först Hasse Alfredsons födelsestad Helsingborg, hans uppväxtstad Malmö och dåvarande hemkommun Lidingö, innan Stockholm accepterade förslaget. Konstverket var på skisstadiet tänkt att inkludera en ytterligare del, nämligen en turist i rutig gul rock som fotograferar gatuarbetaren. Denna andra skulptur i gruppen blev dock av kostnadsskäl inte utförd.

## Ny placering
År 2010 togs skulpturen bort från sin gamla plats vid Nybroplan på grund av spårvägsläggning och förvarades i förråd. Den 23 september 2011 fick Humor en ny placering på Peter Myndes backe, strax intill Slussens tunnelbanestation.